# Tribo de Dã

Divisão da terra de Israel pelas doze tribos

A Tribo de Dã (דָּן "Juiz", Dan em hebraico padrão, Dān em hebraico tiberiano) é uma das Tribos de Israel que segundo a Bíblia e a Torá foi fundada por Dã, filho de Jacó e de Bila, sua concubina (Genesis 30:4). É uma tribo segundo o livro de Números Capítulo 1, versículo de 38 à 39, tem 62.700 homens com idade para guerra e segundo o livro de Josué capitúlo 19, versículo do 40 ao 48, continha ao todo 17 cidades chamadas Zora, Estaol, Ir-Semes, Saalabim, Aijalom, Itla, Elom, Timma, Ecrom, Elteque, Gibetom, Baalate, Jeúde,Benê-Beraque, Gate-Rimom, Me-Jarcom, Racom e as terras que ficam em frente a cidade de Jope.
O símbolo de Dã é uma serpente, o que a diferencia das outra tribos de Israel. Visto que este animal é considerado um símbolo do mal na tipologia bíblica, é aparentemente estranho que esteja como estandarte em uma tribo hebraica.
Diz antigo adágio popular: A pior cunha é aquela que sai da mesma madeira. Evidentemente a expressão "da mesma madeira" indica uma boa madeira, utilizada para boa construção, e dela é que sai a "pior cunha".